# Karla Tamburrelli
Karla Tamburrelli é uma atriz e produtora americana, conhecida por seu trabalho como atriz nos filmes Duro de Matar 2 (1990), Amigos, Sempre Amigos (1991) e Eternamente Jovem (1992) e pela série da USA Network The Big Easy, teve também performances musicais, cantando em algumas séries. Em 1993 foi nomeada no Joseph Jefferson Award como Melhor Atriz em um papel principal na peça "Lost in Yonkers" no Fox Theatricals em Chicago, Illinois.

## Biografia
Karla Tamburrelli começou fazendo pequenos personagens em séries e filmes durante meados dos anos 80, como nas séries: Miami Vice, 1st & Ten, A Família Hogan, CBS Summer Playhouse, Dream On, Cop Rock e no filme Maverick Square.
Após a participação em Duro de Matar 2, Tamburrelli fez vários filmes como Nada Além de Problemas, Amigos, Sempre Amigos, In a Child's Name, Eternamente Jovem, Uma Linda Condessa, Gambler V: Playing for Keeps, A Vítima Suspeita e Fast Company, além de participações nas séries: Babes, Civil Wars, Growing Pains, Who's the Boss?, Seinfeld, Louco por Você, Hardball, The Boys Are Back, Platypus Man e Friends.
Em 1993 participa da peça teatral Lost in Yonkers em Chicago, sua participação lhe rendeu o prêmio Joseph Jefferson Award como Melhor Atriz em um papel principal

### The Big Easy
Em 1996, Tamburrelli foi escalada para a série The Big Easy no papel de Darlene Broussard colega de Remy no departamento de investigação da polícia local de Nova Orleans. A personagem Darlene foi uma personagem recorrente durante 13 episódios da primeira temporada, porém no meio da temporada a personagem deixou de aparecer.
Após sua saída da série, Tamburrelli ainda iria participar das séries Pearl, Brooklyn South, Working e Maximum Bob e dos filmes A Suspeita e Plump Fiction - Tempo de Demência paródia do filme Pulp Fiction - Tempo de Violência.

## Screen Actors Guild
A partir do final dos anos 90, Karla Tamburrelli passou a trabalhar como produtora de TV. Seu maior trabalho atrás das câmeras foi na premiação anual da Screen Actors Guild, o sindicato que representa mais de 120 mil atores nos Estados Unidos, em que participou das edições de 1998 até 2006.

## Filmografia

### Séries
| Ano       | Título               | Título no Brasil | Papel             | Notas        |
| --------- | -------------------- | ---------------- | ----------------- | ------------ |
| 1985      | Miami Vice           | Miami Vice       | Ample Annie       | 2 episódios  |
| 1987      | 1st & Ten            |                  | Lorraine Manzak   | 2 episódios  |
| 1988      | Valerie              | A Família Hogan  | Danielle          | 1 episódio   |
| 1988      | CBS Summer Playhouse |                  | Sem nome          | 1 episódio   |
| 1990      | Dream On             |                  | Claire            | 1 episódio   |
| 1990      | Cop Rock             |                  | Gretchen          | 1 Episódio   |
| 1991      | Babes                |                  | Saleswoman        | 1 episódio   |
| 1991      | Civil Wars           |                  | Sem nome          | 1 episódio   |
| 1991-1992 | Growing Pains        |                  | Jodi Creedmore    | 2 episódios  |
| 1992      | Who's the Boss?      |                  | Ms. Eastman       | 1 episódio   |
| 1994      | Seinfeld             | Seinfeld         | Daphne            | 1 episódio   |
| 1994      | Mad About You        | Louco por Você   | Mrs. Astin        | 1 episódio   |
| 1994      | Hardball             |                  | Carol Widmer      | 1 episódio   |
| 1994      | The Boys Are Back    |                  | Casino's Waitress | 1 episódio   |
| 1995      | Platypus Man         |                  | Eileen            | 1 episódio   |
| 1995      | Friends              | Friends          | The Teacher       | 1 episódio   |
| 1996-1997 | The Big Easy         |                  | Darlene Broussard | 13 episódios |
| 1997      | Pearl                |                  | Tina              | 1 episódio   |
| 1997-1998 | Brooklyn South       |                  | Vicky Santoro     | 4 episódios  |
| 1997-1998 | Working              |                  | Receptionist      | 2 episódios  |
| 1998      | Maximum Bob          |                  | Opal Duvall       | 1 episódio   |

### Filmes
| Ano  | Titulo                       | Título no Brasil       | Papel                        | Formato             |
| ---- | ---------------------------- | ---------------------- | ---------------------------- | ------------------- |
| 1990 | Die Hard 2                   | Duro de Matar 2        | Stewardess (Northeast Plane) | Longa-metragem      |
| 1990 | Maverick Square              |                        | Althea                       | Curta-metragem (TV) |
| 1991 | Nothing But Trouble          | Nada Além de Problemas | Dealer #2's Girlfriend       | Longa-metragem      |
| 1991 | City Slickers                | Amigos, Sempre Amigos  | Arlene Berquist              | Longa-metragem      |
| 1991 | In a Child's Name            |                        | Teresa Taylor                | Longa-metragem (TV) |
| 1992 | Forever Young                | Eternamente Jovem      | Blanche Finley               | Longa-metragem      |
| 1994 | The Counterfeit Contessa     | Uma Linda Condessa     | Countess Sofia di Sarzanello | Longa-metragem (TV) |
| 1994 | Gambler V: Playing for Keeps |                        | Marchette                    | Longa-metragem (TV) |
| 1995 | Sleep, Baby, Sleep           | A Vítima Suspeita      | Tracy Corbett                | Longa-metragem (TV) |
| 1995 | Fast Company                 |                        | Sem nome                     | Longa-metragem (TV) |
| 1996 | Forgotten Sins               | A Suspeita             | Mrs. Gibbons                 | Longa-metragem (TV) |
| 1997 | Plump Fiction                | Tempo de Demência      | Sister Ruth                  | Longa-metragem      |

### Teatro
| Ano  | Título          | Personagem      | Local                          | Cidade            |
| ---- | --------------- | --------------- | ------------------------------ | ----------------- |
| 1993 | Lost in Yonkers | Grandma Kurnitz | Off Broadway - Fox Theatricals | Chicago, Illinois |

## Produção

### Produção de TV
| Ano  | Título                          | Programa       | Função   | Formato       |
| ---- | ------------------------------- | -------------- | -------- | ------------- |
| 1998 | Prémio Screen Actors Guild 1998 | Especial de TV | Produção | Premiação SAG |
| 1999 | Prémio Screen Actors Guild 1999 | Especial de TV | Produção | Premiação SAG |
| 2000 | Prémio Screen Actors Guild 2000 | Especial de TV | Produção | Premiação SAG |
| 2001 | Prémio Screen Actors Guild 2001 | Especial de TV | Produção | Premiação SAG |
| 2002 | Prémio Screen Actors Guild 2002 | Especial de TV | Produção | Premiação SAG |
| 2003 | Prémio Screen Actors Guild 2003 | Especial de TV | Produção | Premiação SAG |
| 2004 | Prémio Screen Actors Guild 2004 | Especial de TV | Produção | Premiação SAG |
| 2005 | Prémio Screen Actors Guild 2005 | Especial de TV | Produção | Premiação SAG |
| 2006 | Prémio Screen Actors Guild 2006 | Especial de TV | Produção | Premiação SAG |